# Ferrovia Wettingen-Effretikon
La ferrovia Wettingen-Effretikon è una linea ferroviaria a scartamento normale della Svizzera.

## Storia
Il 5 aprile 1875 si costituì la Schweizerische Nationalbahn (SNB), nata dalla fusione di due società preesistenti, la "Winterthur-Singen-Kreuzlingen" e la "Winterthur-Zofingen" con il fine di creare una linea tra l'est e l'ovest della Svizzera in concorrenza con le ferrovie già esistenti, in particolare la Schweizerische Nordostbahn (NOB). Aperta in quello stesso 1875 la sezione orientale del suo progetto (linee Costanza-Kreuzlingen-Etzwilen, Winterthur-Etzwilen ed Etzwilen-Singen), il 6 settembre 1877 toccò alla prima parte della sua sezione occidentale, con l'apertura della tratta Baden Oberstadt-Lenzburg-Zofingen (con diramazione Aarau-Suhr), mentre il successivo 15 ottobre toccò alle tratte Baden Oberstadt-Wettingen e Wettingen-Effretikon, di cui era la continuazione.
In preda a difficoltà finanziarie a causa dell'errata pianificazione dei tracciati e delle manovre di disturbo dei concorrenti, la SNB entrò in liquidazione nel 1878; le sue linee vennero rilevate dalla NOB il 1º ottobre 1880.
La NOB venne nazionalizzata il 1º gennaio 1902: le sue linee entrarono a far parte delle Ferrovie Federali Svizzere (FFS).
Nel febbraio 1902 la Maschinenfabrik Oerlikon propose alle neocostituite FFS di elettrificare in corrente alternata monofase ad alta tensione la tratta Seebach-Wettingen; ottenuta nel successivo mese di maggio l'autorizzazione, nel gennaio 1905 iniziarono le prove tra Seebach ed Affoltern, estese dal giugno dell'anno successivo anche alla tratta fino a Regensdorf-Watt. In seguito la Oerlikon collaborò con la Siemens-Schuckertwerke, la quale elettrificò dal 1º dicembre 1907 la sezione Regensdorf-Wettingen. L'esercizio a trazione elettrica cessò il 3 luglio 1909, e la linea aerea fu smantellata; i due locomotori utilizzati per la trazione vennero in seguito ceduti alla Bodensee-Toggenburg-Bahn e alla Sensetalbahn.
Il 25 maggio 1909 fu soppresso il collegamento tra la stazione di Zurigo Seebach e quella di Kloten, noto come Konkurskurve (letteralmente "curva della bancarotta", in riferimento a quella della SNB); il raccordo venne riaperto il 15 novembre 1939.
La tratta Oerlikon-Kloten-Effretikon fu elettrificata il 6 agosto 1925 (come parte dell'elettrificazione della ferrovia Zurigo-Winterthur; la tratta Oerlikon-Wettingen fu rielettrificata il 12 febbraio 1942.
La tratta tra il bivio di Hürlistein ed Effretikon, comune alla Zurigo-Winterthur, era già a doppio binario alla costituzione delle FFS.
In occasione della costruzione della ferrovia che serve l'aeroporto di Zurigo, aperta il 1º giugno 1980 dopo quasi nove anni di lavori, fu raddoppiata la tratta Bassersdorf-Hürlistein (che venne inoltre deviata a sud di Bassersdorf) e triplicata la Hürlistein-Effretikon. Sempre in occasione della costruzione della linea dell'aeroporto, nel 1978, era stato aperto il raccordo tra la stazione di Zurigo Oerlikon e quella di Kloten, che incrocia la linea Oerlikon-Glattbrugg condividendo con la Seebach-Kloten un salto di montone; la tratta passante per la stazione di Opfikon fu ricostruita in una trincea successivamente ricoperta, riaprendo a binario unico nel dicembre 1978 e a doppio binario nel successivo marzo (mentre la stazione di Opfikon aprì il 1º giugno 1980).
Nel 1997 è stato raddoppiato il binario tra Zurigo Seebach e Regensdorf-Watt; il 9 dicembre 2007 sono state ricostruite le stazioni di Otelfingen e Buchs‐Dällikon, come parte del terzo piano di potenziamento della rete celere di Zurigo, mentre il 27 settembre 2018 è entrato in servizio il salto di montone di Dorfnest, parte del quarto piano di potenziamento della medesima rete celere; insieme al salto di montone è stato realizzato anche il raddoppio della tratta, lunga 1,6 km, fino a Kloten. Nell'autunno 2014 è stato quadruplicato il tratto bivio Hürlistein-Effretikon.

## Caratteristiche
La linea, a scartamento normale, è lunga 33,53 km, è elettrificata a corrente alternata monofase con la tensione di 15.000 V alla frequenza di 16,7 Hz; la pendenza massima è del 12 per mille. È a doppio binario nelle tratte Otelfingen-Otelfingen Industrie, Buchs-Dällikon Industrie-Buchs-Dällikon, Regensdorf-Watt-Zurigo Seebach, Opfikon-Riet e Kloten-Effretikon.

### Percorso
| Continuation backward |

| Unknown route-map component "CONTgq" | Unknown route-map component "ABZg+r" |  |

| Station on track |

| Unknown route-map component "CONTgq" | Unknown route-map component "ABZgr" |  |

| Unknown route-map component "CONTgq" | Unknown route-map component "ABZg+r" |  |

| Station on track |

| Station on track |

|  | Unknown route-map component "eABZgl" | Unknown route-map component "exCONTfq" |

| Non-passenger station/depot on track |

| Stop on track |

| Non-passenger station/depot on track |

| Station on track |

| Station on track |

| Unknown route-map component "SKRZ-Au" |

| Stop on track |

| Station on track |

| 23,3 |
| 6,0  |

| Unknown route-map component "CONTgq" | Unknown route-map component "STR+r" | Straight track |  |  |

| Unknown route-map component "ABZgl" | Junction both to and from right |  |

| Unknown route-map component "ABZgl" | Unknown route-map component "KRZo" | Unknown route-map component "STR+r" |

| Unknown route-map component "KRWg+l" | Unknown route-map component "KRWgr" | Straight track |

| Unknown route-map component "DST-L" | Unknown route-map component "DST-R" | Straight track |

| Unknown route-map component "KRWgl" | Unknown route-map component "KRWgl+r" | Unknown route-map component "KRWg+r" |

|  | Unknown route-map component "tSTRa" | Unknown route-map component "tSTRa" | One way leftward | Unknown route-map component "CONTfq" |

| Unknown route-map component "tSTR" | Unknown route-map component "tBHF" |  |

| Unknown route-map component "tSTRe" | Unknown route-map component "tSTRe" |  |

| One way leftward | Unknown route-map component "KRZo" | Unknown route-map component "LSTR+r" |

|  | Unknown route-map component "hKRZWae" | Unknown route-map component "LSTR" |

|  | Non-passenger station/depot on track | Unknown route-map component "LSTR" |

|  | Stop on track | Unknown route-map component "LSTR" |

| Unknown route-map component "LSTR+l" | Unknown route-map component "KRZt" | Unknown route-map component "LSTRr" |

| Unknown route-map component "LSTR" | Station on track |  |

| 10,0 |
| 11,3 |

| Unknown route-map component "LKRWl" | Unknown route-map component "KRWg+r" |  |

|  | Unknown route-map component "eKRWgl" | Unknown route-map component "exKRW+r" |

|  | Station on track | Unknown route-map component "exBHF" |

|  | Unknown route-map component "eKRWg+l" | Unknown route-map component "exKRWr" |

| Unknown route-map component "CONTgq" | Unknown route-map component "ABZg+r" |  |

| Station on track |

| Unknown route-map component "CONTgq" | Unknown route-map component "ABZgr" |  |

| Continuation forward |

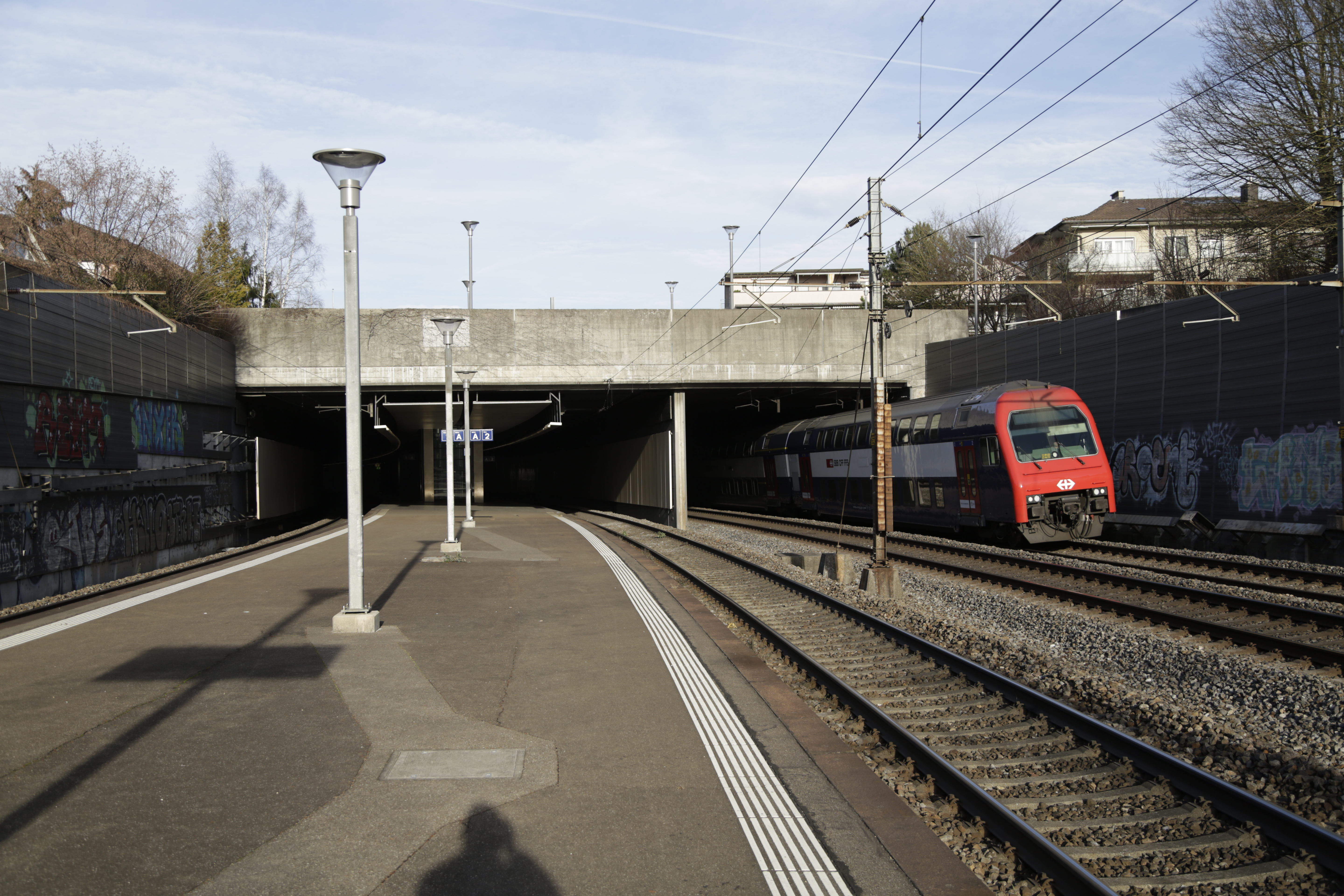
La stazione di Opfikon

La linea parte dalla stazione di Wettingen, comune alle linee Zurigo-Baden e Zofingen-Wettingen. Da Würenlos la linea segue il corso del fiume Furtbach, affluente della Limmat, fino a Regensdorf. Viene quindi toccata la zona nord di Zurigo, servendo i quartieri di Affoltern e Seebach; dopo Opfikon si distacca la linea per l'aeroporto di Zurigo e viene attraversato il fiume Glatt. Servita Kloten, la ferrovia si riallaccia alla linea dell'aeroporto e viene toccata Bassersdorf; la linea termina alla stazione di Effretikon, in comune con la ferrovia Zurigo-Winterthur e capolinea della tratta per Hinwil.